# Al-Marghīnānī
ʿAlī ibn Abī Bakr al-Marghīnānī (arabisch علي بن أبي بكر المرغيناني, DMG ʿAlī b. Abī Bakr al-Marġīnānī) (gestorben 1197) war ein Gelehrter der hanafitischen Rechtsschule des Islam. Er stammte aus Marġīnān, einem Ort im Ferghana-Tal in Transoxanien. Er ist Verfasser eines sehr einflussreichen hanafitischen Rechtskompendiums, des Werkes Hidaya.

## Hidaya
Sein Hidaya – eigentlich ein auf einem früheren Muchtasar von al-Quduri basierender Kommentar – hat unter den Hanafiten einen Stellenwert wie das Minhadsch von al-Nawawi (gest. 1277) bei den Schafi'iten.  Es ist „arguably the most widely read book of Islamic jurisprudence in the Muslim world and is used as a primary text in Islamic schools and seminaries“, das über Jahrhunderte als Grundpfeiler der Rechtsstudien in südasiatischen Madrasas gedient hat. Das mehrbändige Werk wurde zuerst von Charles Hamilton (1753–1792) ins Englische übersetzt.